# Протестантский университет Лубумбаши
Протестантский университет Лубумбаши (фр. Université protestante de Lubumbashi) — частный университет в Демократической Республике Конго, расположенный в городе Лубумбаши в провинции Верхняя Катанга.
До 2017 года лучшие студенты получали стипендию и обучались в докторантуре в Южной Корее.

## История
Этот университет был основан южнокорейской общиной. Земля для университета — предмет концессии государственного сектора, была передана университету в июне 2015 года.

## Факультеты
На 2018 год университет проводил курсы на следующих факультетах: компьютерных наук, информационных и коммуникационных наук, экономики и теологии.
Факультет компьютерных наук готовит инженеров-компьютерщиков. Факультет информационных и коммуникационных наук был основан в 2011 году. На нём готовятся будущие журналисты.
Юридический факультет готовит будущих юристов. С 2021 года факультет начал обучать по новой системе обучения, а именно по системе LMD (Licence-Master-Doctorat).